# چمن سیدمحمد
چمن سیدمحمد یا چمن، روستایی در دهستان بولی در بخش بولی در شهرستان چوار در استان ایلام ایران است.
این روستا غربی ترین نقطه استان ایلام از لحاظ مختصات جغرافیایی و مسکونی بودن است.
آرامگاه امامزاده سیدمحمد در این روستا قرار دارد.

## جمعیت
بر پایه سرشماری عمومی نفوس و مسکن در سال ۱۳۹۵، جمعیت این روستا برابر با ۱۲۳ نفر (۳۳ خانوار) بوده‌است.